# Juneau
Juneau és la capital de l'estat d'Alaska i un municipi unificat que s'anomena oficialment la City and Borough of Juneau, situat al sud-est d'Alaska als Estats Units. L'any 2014 la ciutat tenia una població estimada de 32.406 habitants, i era la segona ciutat més poblada de l'estat, precedida per Anchorage. La ciutat es troba localitzada al canal Gastineau (Gastineau Channel), a l'arxipèlag Alexander.

## Geografia
Juneau és una de les dues capitals d'estat estatunidenques a les quals no es pot arribar per carretera (l'altra és Honolulu); l'únic mitjà per a arribar-hi és amb avió o ferri. De totes maneres, Juneau és a la massa continental d'Amèrica del Nord, i és l'única capital estatal dels Estats Units a la frontera amb territori estranger. Juneau limita amb la Regió Stikine de la província canadenca Colúmbia Britànica, tot i que el terreny accidentat i molts quilòmetres dels camps de gel fan un encreuament terrestre a l'entorn de la ciutat gairebé impossible entre Estats Units i el Canadà.

## Antropologia
La població nadiua és d'origen tlingit, un poble de riques tradicions artístiques, amb domini del teixit, l'escultura (tòtems), la dansa i el cant.

## Història
Després que es descobrís or a la regió, un grup de cercadors es va instal·lar a la localitat, sent la ciutat pròpiament fundada en 1881, batejada en honor del miner Joseph Juneau. Després de l'època dels cercadors d'or, grans mines subterrànies van ser excavades a principis del segle xx, les quals seguirien sent explotades fins al començament de la Segona Guerra Mundial.
Va ser també la capital del Territori d'Alaska.